# Exencefalia
L'exencefalia o esencefalia, è una grave malformazione a carico del sistema nervoso centrale, nel quale il cervello cresce all'esterno della scatola cranica.

## Eziologia
Può essere interpretata come mancanza parziale o totale della volta del cranio. Il cervello perciò si sviluppa non protetto dalle ossa del cranio, portando a gravi malformazioni non compatibili con la vita.

## Prognosi
La prognosi è sempre infausta. È molto raro trovare feti affetti da tale patologia che nascono vivi e i pochi decedono nelle ore successive alla nascita. Di solito il cervello del feto subisce una progressiva degenerazione e nella maggioranza dei casi i neonati nascono senza vita.